# Pycnoclavella stolonialis
Pycnoclavella stolonialis is een zakpijpensoort uit de familie van de Clavelinidae. De wetenschappelijke naam van de soort is voor het eerst geldig gepubliceerd in 2010 door Pérez-Portela, R., Goodwin, C.E., Picton, B.E. & X. Turon.

## Beschrijving
Deze slechts 2-3 mm kleine zakpijp leeft solitair, maar is in groepen vergezeld door kruipende uitlopers. Ondanks zijn kleine formaat is deze soort vrij gemakkelijk te herkennen vanwege de kruisvormige markering aan de bovenkant van de mantel. P. stolonialis komt meest voor in vrij sterke getijdestromen, vastgehecht aan gesteente en wrakken, af en toe aan opgroeiende hydroïdpoliepen en mosdiertjes-kolonies. Er is waargenomen dat de zeeslak Colpodaspis pusilla zich met deze soort voedt.

## Verspreiding
Pycnoclavella stolonialis is niet ongebruikelijk in de Ierse Zee en het Noorderkanaal tussen Schotland en Rathlin Island. Is ook aanwezig in de Noordzee en zuidwest Ierland.